# Deiva Marina
Deiva Marina é uma comuna italiana da região da Ligúria, Província da Spezia, com cerca de 1.467 habitantes. Estende-se por uma área de 14 km², tendo uma densidade populacional de 105 hab/km². Faz fronteira com Carro, Carrodano, Castiglione Chiavarese (GE), Framura, Moneglia (GE).

## Demografia
| Variação demográfica do município entre 1861 e 2011                               |
|                                                                                   |
| Fonte: Istituto Nazionale di Statistica (ISTAT) - Elaboração gráfica da Wikipedia |